# ディスタービア (曲)
「ディスタービア」 (Disturbia) は、ロバート・アレン、アンドレ・メリット、クリス・ブラウンによって製作されたバルバドスの歌手リアーナのダンス・ポップ楽曲で、彼女が2007年に発表した3作目のスタジオ・アルバムの再発盤である『グッド・ガール・ゴーン・バッド+3』からサード・シングルとしてリリースされた。
この楽曲のプロデュースはブライアン・ケネディが担当しており、バックグラウンド・ヴォーカルにはクリスとメリットも参加している。2008年9月7日に行われたMTV Video Music Awards 2008では、オープニング・アクトとしてこの楽曲のライヴ・パフォーマンスも行っている。
全米シングルチャートBillboard Hot 100では、2008年8月16日付のチャートでミュージック・ビデオの解禁を機に前週の3位からジャンプアップし1位を獲得。リアーナにとっては4曲目の1位獲得となった。「ディスタービア」は、翌週のチャートと合わせ合計2週にわたってBillboard Hot 100の1位を記録している。

## チャート
| チャート（2008年）               | 最高順位 |
| -------------------------------- | -------- |
| アメリカ（Billboard Hot 100）    | 1        |
| イギリス（全英シングルチャート） | 3        |